# اسپارتاک سیرانیان
اسپارتاک آرمناکی سیرانیان (Սպարտակ Արմենակի Սեյրանյան؛ زادهٔ ۲۳ مهٔ ۱۹۶۳) یک تاریخ‌نگار، و سیاستمدار اهل ارمنستان است که از تاریخ ۲ ژوئن ۲۰۰۸ تا تاریخ ۱۲ مه ۲۰۰۹ در دولت تیگران سارگسیان سمت وزیر آموزش و پرورش ارمنستان را بر عهده داشت. سیرانیان همچنین نماینده دوره سوم مجلس ملی جمهوری ارمنستان بود.

## زندگی‌نامه
در ۲۳ مهٔ ۱۹۶۳ در آخالکالاک به دنیا آمد و از دانشگاه دولتی ایروان فارغ‌التحصیل شد. 